# گمینا مینزلشه
گمینا مینزلشه (به لهستانی:  Gmina Międzylesie) یک گمینا در لهستان است که در شهرستان کووزکو واقع شده‌است. گمینا مینزلشه ۱۸۹٫۰۳ کیلومتر مربع مساحت و ۷٬۵۱۶ نفر جمعیت دارد.